# Chiesa di Sant'Antonio Abate (Lugano)
La chiesa di Sant'Antonio Abate è un edificio religioso barocco, con inserti neobarocchi, che si trova in piazza Dante, al centro di Lugano, un tempo parte di un celebre collegio dei padri Somaschi, demolito nell'Ottocento.

## Storia
La chiesa sorse nel Duecento come convento degli Umiliati. 
Dopo che, nel 1571, Pio V ebbe sciolto l'ordine, la chiesa fu affidata ai Chierici Regolari di Somasca, che vi realizzarono un collegio. A sinistra della chiesa il collegio fu edificato a partire dal 1608, e divenne assai rinomato; in esso vi studiò Alessandro Manzoni, ascoltandovi gli insegnamenti di Francesco Soave. Venne soppresso nel 1852, e lo stabile seicentesco divenne la prima sede del liceo e ginnasio cantonale. Fu demolito nel 1906 per aprire la via Massimiliano Magatti. Si salvarono dalla demolizione Il portale monumentale e due piccole porte, successivamente inserite nel muro di cinta dietro il Palazzo degli studi di Lugano. 
Sotto l'amministrazione dei padri somaschi dal 1633 al 1651 nacque la chiesa attuale, costruita al posto della precedente e integrata fra il 1667 e il 1676 ad opera di Pietro Ruspini. La chiesa assunse il suo aspetto definitivo nel primo Settecento. Ai fratelli Antonio Francesco e Giacomo Antonio Giovannini, esperti quadraturisti, nel 1734 fu affidata la decorazione ad affresco delle architetture dipinte sulle pareti interne. La sagrestia, demolita nel 1908, fu ricostruita successivamente. Dal 1914 al 1915, inoltre, all'edificio fu aggiunto il campanile. La facciata fu realizzata in stile neobarocco da Giuseppe Bordonzotti nel 1918.

## Descrizione

### Esterni
Una lapide posata nel 1923 sulla sagrestia ricorda che Alessandro Manzoni, vi fu allievo del Collegio dal 1796 al 1798. 

### Opere
- prima cappella a destra, Giuseppe Antonio Petrini, tela con il Transito di san Giuseppe, 1715-1716;
- prima cappella laterale di sinistra, dedicata a San Girolamo Emilani, fondatore della Congregazione Somasca: Giuseppe Antonio Petrini, tela con la Madonna col Bambino e san Gerolamo Emiliani (1745), e Giuseppe Antonio Torricelli, con il fratello Giovanni Antonio, affreschi con Episodi della vita di San Gerolamo Emiliani (1749)
- seconda cappella laterale di destra,  Giuseppe Antonio Petrini, tela con Sant'Anna, la Vergine e san Gioacchino, 1744
- Pala dell’altare maggiore con la Gloria di Sant’Antonio di Giuseppe Antonio Petrini.
- Francesco Maria Bianchi, episodi della vita di Sant'antonio Abate, affreschi ai lati del presbiterio
- Altari marmorei realizzati dai Buzzi di Viggù fra gli anni Trenta e Quaranta del Settecento

### Organo a canne
Sulle due cantorie ai lati della navata, entro due casse antiche, si trova l'organo a canne Mascioni opus 988, costruito nel 1975. Lo strumento, a trasmissione elettrica, ha due tastiere di 61 note ciascuna ed una pedaliera concavo-radiale di 32.